# 일치
언어학에서 일치(一致, 영어: agreement, concord)는 어떤 단어가 문장 안의 다른 단어와 맺는 관계 때문에 그 형태가 변하는 현상이다. 일치는 굴절의 일종이며, 일반적으로 문장 내의 여러 단어나 성분들이 어떤 문법범주(성이나 인칭 따위)에 대해 같은 값을 갖도록 하는 과정이다.
예를 들어 표준 영어에서는 ‘I am’이나 ‘he is’라고 말할 수 있지만, ‘I is’나 ‘he am’이라고 말할 수는 없다. 영어에서는 동사와 그 주어가 인칭에서 일치해야 하기 때문이다. 영어 대명사 ‘I’, ‘he’는 각각 1인칭, 3인칭이고, 동사 형태 ‘am’, ‘is’도 각각 1인칭, 3인칭이다. 따라서 주어와 같은 인칭을 가진 형태가 선택된다.
일치가 일어날 때, 일치를 일으키는 성분인 통제자(controller)와, 문법범주에 대해 통제자와 같은 값을 갖도록 굴절하는 성분인 표적(target)을 구분할 수 있다. 통제자와 표적은 서로 통사적인 관계에 있다. 앞서 영어의 예(‘I am’과 ‘he is’)에서는 인칭이라는 문법범주에 대해 주어가 통제자가 되고 동사가 표적이 되어 일치가 일어난다. 이런 상황을 간단히 ‘동사가 주어의 인칭에 일치한다’고 말하기도 한다. 표적은 둘 이상의 문법범주에 대해 통제자와 일치하기도 하고, 하나의 표적이 둘 이상의 통제자를 지닐 수도 있다.

## 범주에 따른 일치의 예
일반적으로, 일치는 같은 문장 안의 여러 성분들이 어떤 문법범주에 대해 같은 값을 갖도록 한다. 대명사가 그 선행사에 일치하는 경우, 서로 다른 문장에 속한 단어끼리 일치한다고 볼 수도 있다. 여러 언어에서 흔히 일치의 대상이 되는 문법범주는 성, 수, 인칭, 격 따위가 있다. 이는 여러 언어에서 흔히 명사 굴절을 일으키는 문법범주의 목록과 일치하는데, 일치를 통제하는 성분은 거의 항상 명사이기 때문이다.

### 인칭
동사가 주어의 인칭에 일치하는 현상은 세계의 언어에서 흔하다. 영어의 be 동사는 주어의 인칭과 수에 일치한다.
|      | 1인칭 | 2인칭 | 3인칭 |
| ---- | ----- | ----- | ----- |
| 단수 | am    | are   | is    |
| 복수 | are   | are   | are   |

어떤 언어에서는 동사가 주어뿐만 아니라 직접목적어나 간접목적어 등 다른 논항의 인칭에도 일치한다. 그린란드어에서 타동사는 주어와 목적어의 인칭과 수에 일치한다. (아래 표에서 ‘sg’와 ‘pl’은 단수와 복수를 나타낸다. ‘-’로 표시된 칸은 별개의 재귀태 굴절이 필요한 부분이다.)
|      |     | 목적어      | 목적어      | 목적어    | 목적어      | 목적어   | 목적어   |
| 1sg  | 2sg | 3sg         | 1pl         | 2pl       | 3pl         |          |          |
| ---- | --- | ----------- | ----------- | --------- | ----------- | -------- | -------- |
| 주어 | 1sg | -           | asavakkit   | asavara   | -           | asavassi | asavakka |
| 주어 | 2sg | asavarma    | -           | asavat    | asavatsigut | -        | asavatit |
| 주어 | 3sg | asavaanga   | asavaatit   | asavaa    | asavaatigut | asavaasi | asavai   |
| 주어 | 1pl | -           | asavatsigit | asavarput | -           | asavassi | asavavut |
| 주어 | 2pl | asavassinga | -           | asavarsi  | asavassigut | -        | asavasi  |
| 주어 | 3pl | asavaannga  | asavaatsit  | asavaat   | asavaatigut | asavaasi | asavaat  |

### 수
동사가 주어의 수에 일치하는 일도 흔하다. 사실 인칭과 수 일치는 서로 단단히 결합되어 하나의 범주처럼 행동하는 경우가 많다.
라틴어에서 동사는 주어의 수와 인칭에 일치한다.
|      | 1인칭    | 2인칭    | 3인칭   |
| ---- | -------- | -------- | ------- |
| 단수 | laudō    | laudās   | laudat  |
| 복수 | laudāmus | laudātis | laudant |

영어 일반동사의 3인칭 현재형은 주어가 단수냐 복수냐에 따라 형태가 달라진다.
- The boy sings. (단수 주어)
- The boys sing. (복수 주어)

명사에 붙는 형용사나 한정사 따위가 명사의 수에 일치하기도 한다. 스페인어가 그러한 언어이다.
- el hombre alto ‘그 키 큰 남자’ (단수 명사)
- los hombres altos ‘그 키 큰 남자들’ (복수 명사)

### 성
명사에 성이나 명사 부류가 있는 언어에서는 명사에 붙는 형용사나 한정사 따위가 거기에 일치하기도 한다. 이번에도 스페인어가 그러한 언어이다.
- el hombre alto ‘그 키 큰 남자’ (남성명사)
- la mujer alta ‘그 키 큰 여자’ (여성명사)

스페인어에서는 명사를 수식하는 형용사뿐 아니라 계사를 통해 명사를 서술하는 형용사도 명사의 성에 일치한다.
- El hombre es alto. ‘그 남자는 키가 크다.’ (남성명사)
- La mujer es alta. ‘그 여자는 키가 크다.’ (여성명사)

어떤 언어에서는 동사가 논항의 성에 일치하기도 한다. 러시아어 동사의 과거형은 주어의 성과 수에 일치한다. (그러나 현재형은 주어의 인칭과 수에 일치한다.)
| 단수  | 단수   | 단수   | 복수   |
| 남성  | 여성   | 중성   | 복수   |
| ----- | ------ | ------ | ------ |
| delal | delala | delalo | delali |

### 격
독일어에서 명사를 수식하는 한정사는 명사의 성과 수뿐만 아니라 격에도 일치한다.
- der gute Mann ‘그 좋은 남자’ (주격)
- des guten Mann(e)s ‘그 좋은 남자의’ (속격)

## 언어에 따른 일치의 예
말레이어, 한국어, 일본어, 중국어와 같은 언어에는 일치 현상이 전혀 없다. 영어처럼 일치가 별로 없는 언어도 있고, 핀란드어나 라틴어처럼 상당한 수준의 일치가 있는 언어도 있으며, 스와힐리어, 카야딜드어, 이마스어처럼 아주 많은 일치가 일어나는 언어도 있다.

### 영어
현대 영어에는 일치 현상이 많지 않다. 위에서 설명한 것처럼 직설법 현재시제 동사의 주어가 3인칭 단수이면 동사에 -s/-es가 붙어 일치하고, 불규칙동사 be의 현재형은 주어의 인칭과 수에 일치해 다양한 형태로 나타난다. 이 밖에도 한정사 this와 that은 복수 명사에 붙으면 these와 those가 된다.
- this house ‘이 집’ (단수 주어)
- these house ‘이 집들’ (단수 주어)

## 같이 보기
- 곡용
- 학명
- 굴절 (문법)
- 종합어

## 추가 문헌
- Corbett, Greville G. (1994). 〈Agreement〉.   Asher, R. E. 《The Encyclopedia of Language and Linguistic》. Oxford: Pergamon Press. 54–60쪽.
- Corbett, Greville G. (2006). 《Agreement》. Cambridge: Cambridge University Press. ISBN 9780521001700.
- Givón, Talmy (1984). 《Syntax. A Functional Typological Introduction》. Vol 1. Amsterdam: John Benjamins. Chapter 10.
- Mel'čuk, Igor (2006). 《Aspects of the theory of morphology》. Berlin; New York: Mouton de Gruyter. Chapter 1.
- Moravcsik, Edith A. (1978). 〈Agreement〉.   Greenberg, Joseph. 《Universals of Human Language》. Vol 4. Stanford, CA.: Stanford University Press. 331–374쪽.